# Mosquée Royale
La mosquée Badshahi ou mosquée Royale (pendjabi, ourdou : بادشاھی مسجد), ou bien encore surnommée La mosquée de l'Empereur, se trouve à Lahore. C'est l'un des plus fameux monuments religieux et historiques de Lahore et également une attraction majeure des touristes, en mettant en action l'architecture, l'histoire et la passion de l'Empire moghol.
Capable d'accueillir 10 000 fidèles dans sa salle principale de prière et 100 000 dans sa cour et les arcades, elle est restée la plus grande mosquée du monde (excepté celle de La Mecque) de 1673 à 1986 durant une période de 313 ans, alors dépassée en taille par l'achèvement de la mosquée Faisal d'Islamabad.
Aujourd'hui, elle reste tout de même la 2e plus grande mosquée du Pakistan et de l'Asie du Sud et la 6e plus grande mosquée au monde après la Grande Mosquée de la Mecque (Masjid Al-Haram), la mosquée du Prophète (Al-Masjid al-Nabawi) à Médine, la Grande Mosquée d'Alger, la mosquée Hassan-II à Casablanca et la mosquée Faisal d'Islamabad.
Pour apprécier sa grande taille, les quatre minarets de la mosquée sont 4,2 mètres plus grand que ceux du Taj Mahal et la principale plate-forme du Taj Mahal peut s'adapter à l'intérieur de la mosquée avec 25 899,9 mètres carrés et également la cour de la mosquée Badshahi qui est la plus grande cour de mosquée dans le monde.

## Histoire

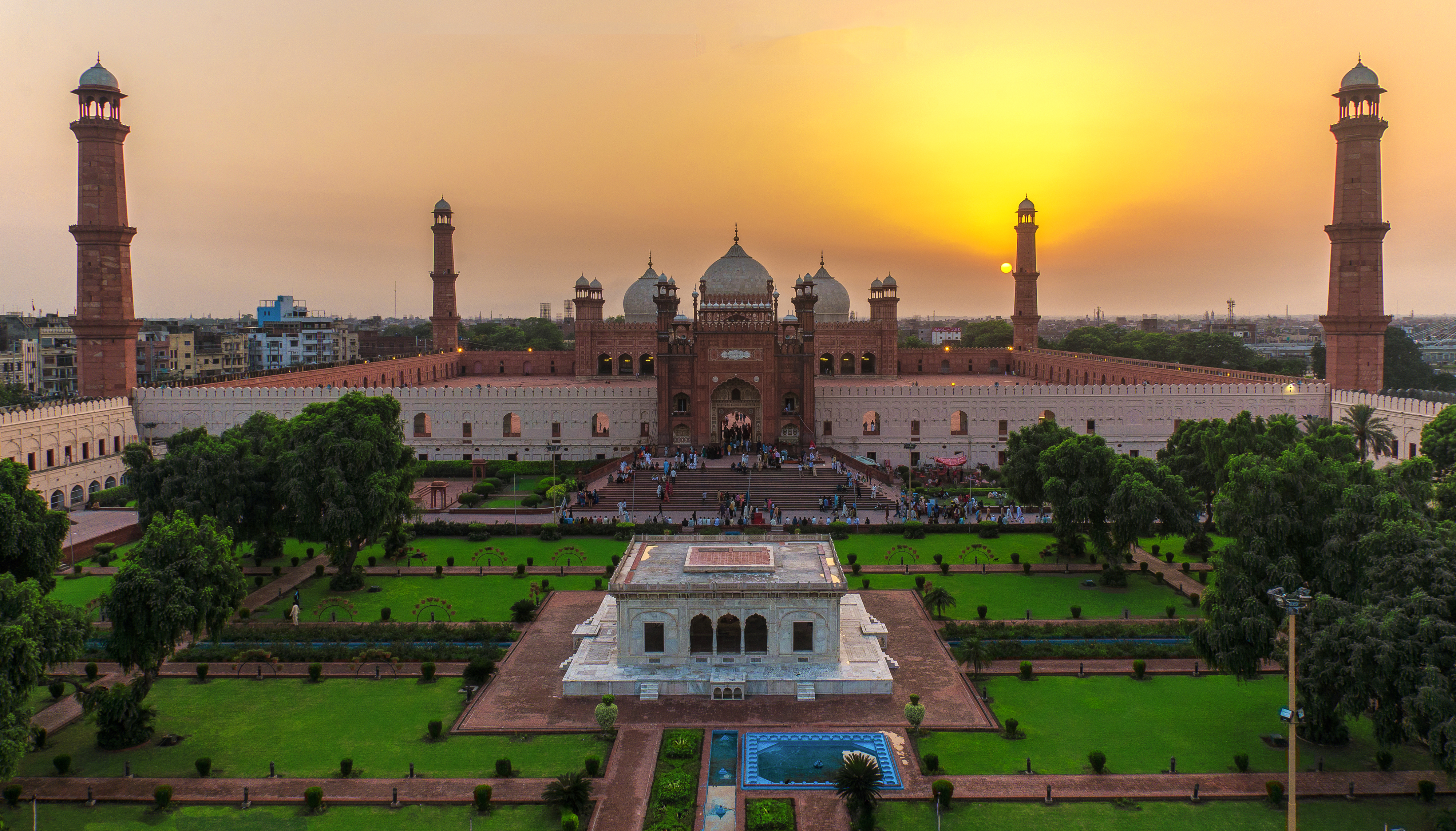
La mosquée vu depuis le parc Minto.

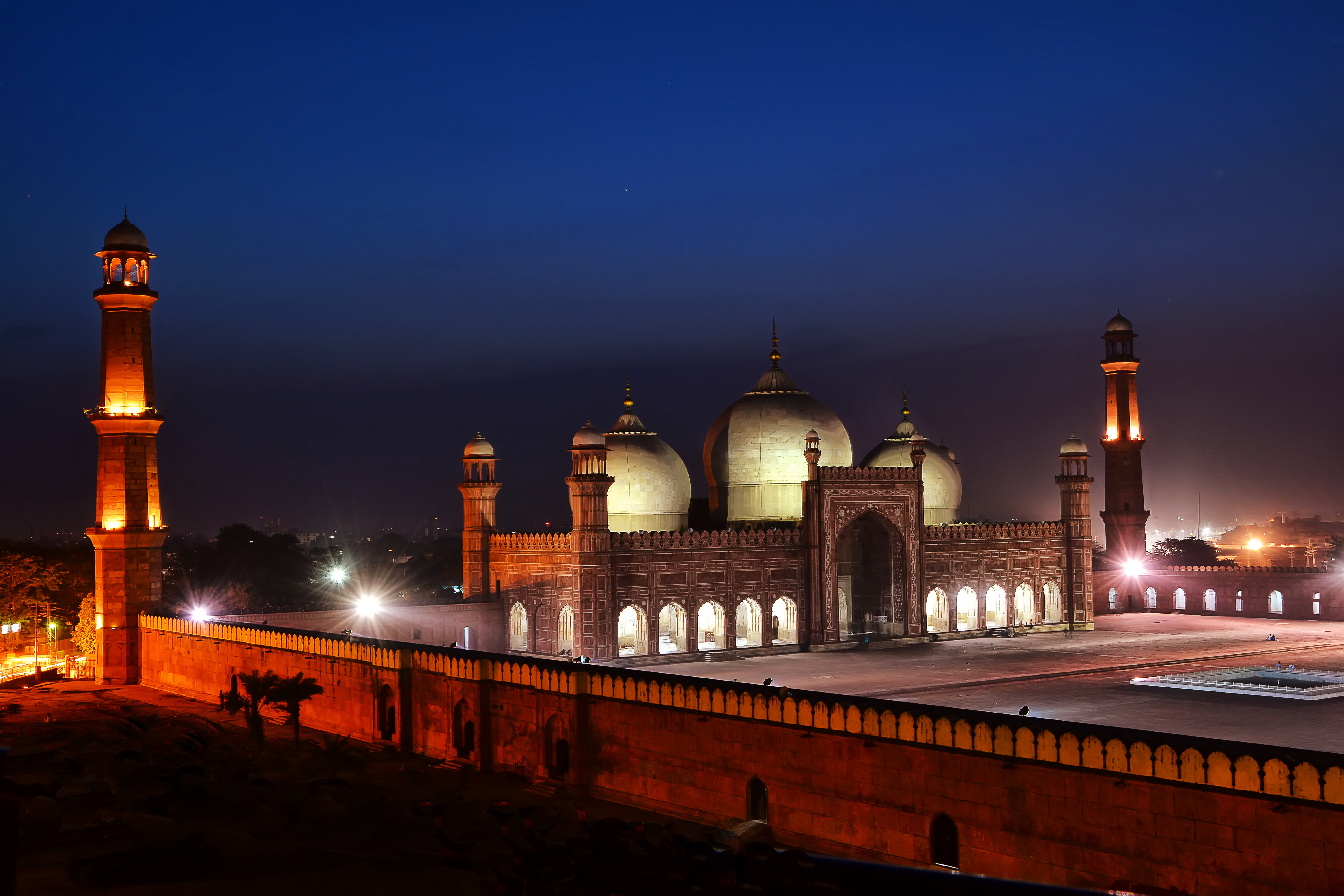
La mosquée vue durant la nuit.

La construction de la mosquée Badshahi a été ordonnée en mai 1671 par le sixième empereur moghol, Aurangzeb, qui a pris le titre d'« Alamgir ». La construction a pris environ deux années et a été achevée en avril 1673. Les travaux de construction ont été réalisés sous la supervision d'Aurangzeb afin d'être favorisé par son frère Muzaffar Hussain (également connu sous le nom de Koka Fidaie Khan), qui a été nommé gouverneur de Lahore en mai 1671 et a tenu ce poste jusqu'en 1675. Il a également été maître de munitions à l'empereur. La mosquée a été construite en face du grand fort de Lahore, illustrant sa stature dans l'Empire moghol. En conjonction avec la construction de la mosquée, une nouvelle grande porte a été construite devant la mosquée, elle a été nommée « Alamgir » après l'envie de l'empereur.
La mosquée a été gravement endommagée durant le règne du Maharaja sikh Ranjit Singh. Au cours de son règne, les musulmans n'étaient pas autorisés à entrer dans la mosquée, mais une petite place était réservée pour l'exercice de leur culte.
Lorsque les Britanniques ont pris le contrôle sur l'Inde, ils ont voulu utiliser la mosquée pour les militaires pour la pratique des armes à feu et des canons. Pour contrer ce projet des Britanniques, les musulmans ont détruit une grande partie du mur de la mosquée, si les musulmans ne peuvent pas l'utiliser comme une sorte de « fort » pour des raisons anti-britanniques. Après un certain temps, la mosquée a été redonnée aux musulmans en tant que geste de bonne volonté même si elle était en très mauvais état. Il a été ensuite redonné autorité de retransformer ce centre d'entraînement d'armée en mosquée et de lui redonner sa gloire d'origine.
À partir de 1852, des réparations ont été menées sur la mosquée Badshahi. Des nouvelles réparations ont été effectuées de 1939 à 1960, on estime à environ 4,8 millions de roupies la somme pour rendre à la mosquée sa forme d'origine. Le plan pour les réparations a été établi par l'architecte Nawab Zen Yar Jang Bahadur.
À l'occasion d'une conférence islamique à Lahore, le 22 février 1974, trente-neuf chefs d'État musulmans ont fait leurs prières du vendredi dans la mosquée Badshahi, dont la prière a été dirigé par Mawlana Abdul Qadir Azad, l'imam de la mosquée.
Un petit musée fait également partie de la mosquée ; il contient des documents sur le prophète Mahomet, son cousin Ali et sa fille Fatima.
En 2000, une incrustation de marbre sous l'ordre de Saleem Anjum Qureshi. En 2008, des travaux de remplacements ont commencé à être effectués sur la cour et des tuiles sur la grande cour, en utilisant notamment du grès rouge importé du Rajasthan en Inde.